# دودمان ویتلسباخ
دودمان ویتلسباخ (به آلمانی: Wittelsbach) دودمانی اشرافی اهل ناحیه بایرن آلمان بودند.
اعضای این دودمان به عنوان دوک‌ها و شاهان بایرن (۱۱۸۰–۱۹۱۸)، کنت‌های پالاتین (۱۲۱۴–۱۸۰۳ و ۱۸۱۶–۱۹۱۸)، حاکمان براندنبورگ (۱۳۲۳–۱۳۷۳)، کنت‌های هالاند، زیلاند و هاینوت (۱۳۴۵–۱۴۳۲)، فرمانروایان کلن (۱۵۸۳–۱۷۶۱)، دوک‌های زولیچ و برگ (۱۶۱۴–۱۷۹۴/۱۸۰۶)، شاهان سوئد (۱۴۴۱–۱۴۴۸) و (۱۶۵۴–۱۷۲۰) و دوک‌های برمن-وردن (۱۶۵۴–۱۷۱۹) بر سرکار بودند.
همچنین، دو امپراتور مقدس روم (۱۳۲۸/۱۷۴۲)، یک پادشاه رومن‌ها (۱۴۰۰)، دو فرمانروای بوهم (۱۶۱۹/۱۷۴۲)، یک شاه مجارستان (۱۳۰۵)، یک شاه دانمارک و نروژ (۱۴۴۰) و یک شاه یونان (۱۸۳۲–۱۸۶۲) از این خاندان برخاسته‌اند.
رئیس این دودمان از سال ۱۹۹۶ میلادی فرانتس، دوک بایرن است.

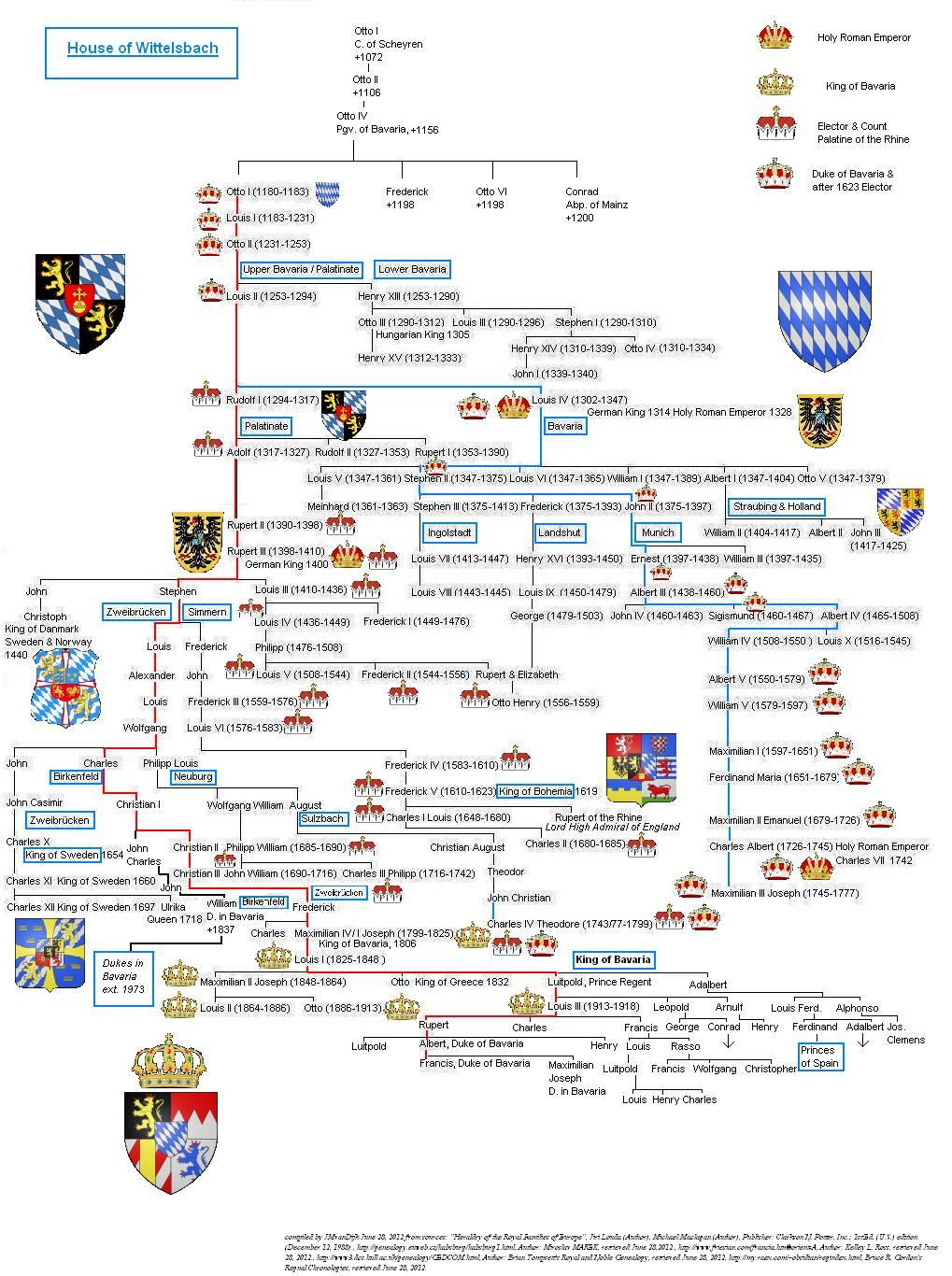
شجره نامه خاندان ویتلسباخ
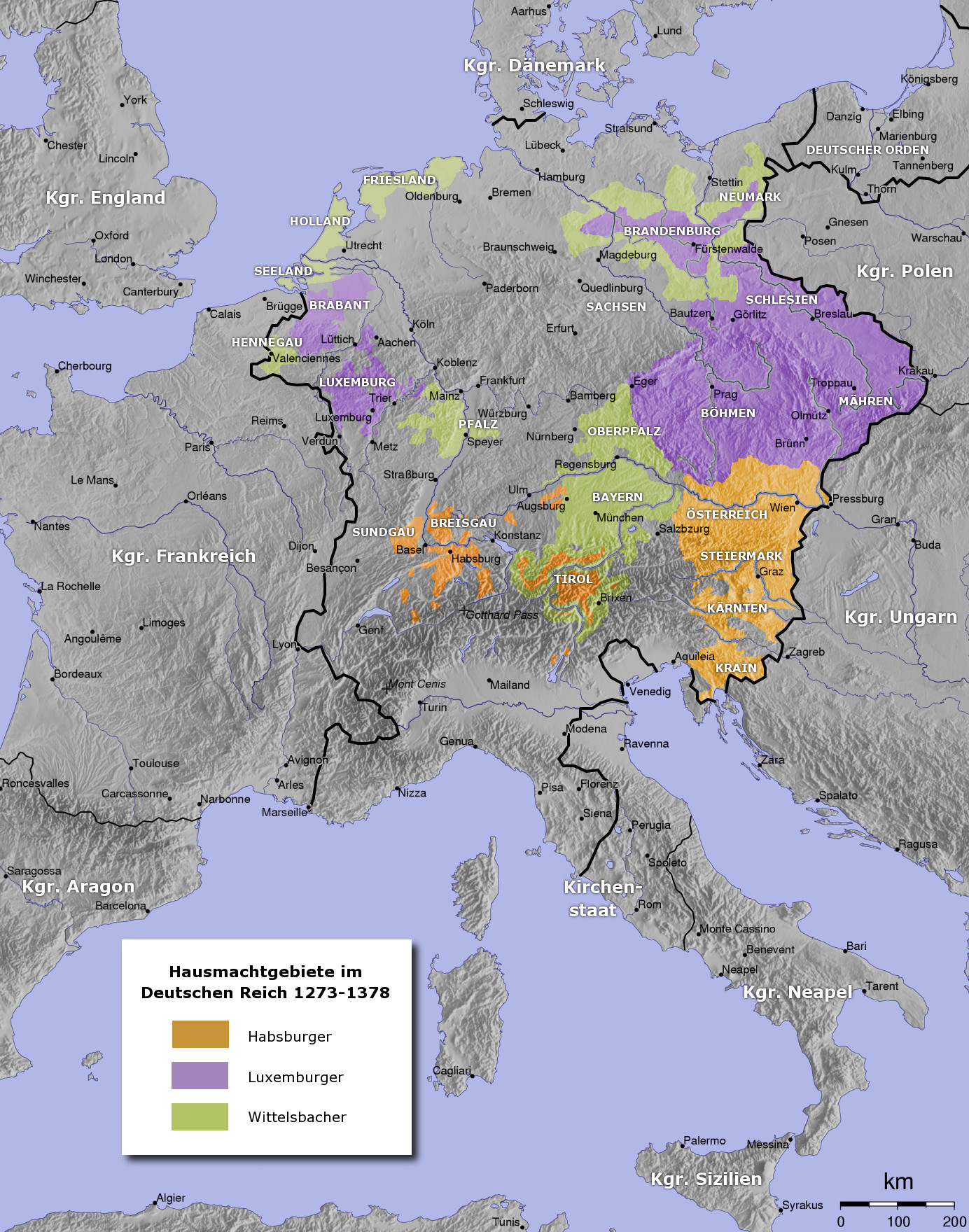
متصرفات خاندان ویتلسباخ در آلمان سال ۱۳۷۳ میلادی